# Жак Аделаїд-Мерланд
Жак Аделаї́д-Мерла́нд (фр. Jacques Adélaïde-Merlande; 1 червня 1933, Фор-де-Франс — 14 листопада 2024) — мартиніканський історик, президент Асоціації карибських істориків 1977—1978 років.

## Біографія
Народився у місті Фор-де-Франс. Частина його предків походить з Гваделупи, решта — з Мартиніки.
Професійний історик, він викладає в Університеті Антильських островів і Гвіани (фр. Université des Antilles et de la Guyane). Був президентом цього університету у 1972—1977 роках.
Автор численних книжок з історії Карибського басейну (зокрема французьких колоній). Доклав чимала зусиль для координації досліджень цієї теми франкомовними, англомовними та іспаномовними вченими регіону. У жовтні 2000 остримав звання почесниого доктора (honoris causa) Вест-Індійського університету (англ. University of the West Indies).

## Основні праці
- Histoire de l'expédition des Français à Saint-Domingue sous le consulat de Napoléon Bonaparte (1802—1803) / Jacques Adélaïde Merlande, Antoine Métral, Isaac Louverture. Paris: Karthala, 2001.
- Les origines du mouvement ouvrier en Martinique 1870—1900 / Jacques Adélaïde Merlande. Paris: Karthala, 2003
- Histoire contemporaine de la Caraïbe et des Guyanes de 1945 à nos jours / Jacques Adélaïde Merlande. Paris: Karthala, 2003
- Histoire générale des Antilles et de la Guyane / Jacques Adélaïde Merlande. — Paris: L'Harmattan, 2000
- La Caraïbe et la Guyane / Jacques Adélaïde Merlande. Paris: Karthala, 2000
- Delgrès ou la Guadeloupe en 1802 / Jacques Adélaïde Merlande. Paris: Karthala, 1998
- Volcans dans l'histoire des antilles / Jacques Adélaïde Merlande, Hervieu J. Paris: Karthala, 1997